# Pozlovice
Pozlovice (in tedesco Poslowitz) è un comune mercato della Repubblica Ceca facente parte del distretto di Zlín, nella regione di Zlín.